# Adamowo (powiat wolsztyński)
Adamowo – wieś w Polsce położona w województwie wielkopolskim, w powiecie wolsztyńskim, w gminie Wolsztyn.
Pod koniec XIX wieku we wsi było 54 domów mieszkalnych, mieszkańców 474, w tym 8 ewangelików, 466 katolików. Wśród mieszkańców w tym okresie było 67 analfabetów. Dla porównania w roku 2010 wieś zamieszkiwały 952 osoby. Prawdopodobnie wieś założył w XIX wieku Adam Gajewski, od którego pochodzi nazwa miejscowości. Początkowo była to typowa ulicówka, lecz z czasem do głównej drogi dołączyły dwie prostopadłe ulice na każdym z jej końców.
Główna ulica Adamowa liczy około 4,5 km. Całkiem niedawno wskutek sprzedaży przez rolników działek znajdujących za ich posesjami i konieczności zbudowania do nich dojazdu, zaczęły też powstawać dodatkowe odnogi, będące głównie nieutwardzonymi krótkimi dróżkami. W Adamowie wyróżniamy potocznie dwie dzielnice tzw. Piekiełko i główną część. Oddziela je droga wojewódzka nr 305 (Bolewice-NowyTomyśl-Wolsztyn-Wschowa-Wroniniec).
Drugim ciągiem komunikacyjnym jest znajdująca się na wschodnim końcu wsi droga Wolsztyn-Gościeszyn-Wielichowo. W połowie wsi znajduje się wiadukt drogowy nad liniami kolejowymi nr 359 (Zbąszyń-Wolsztyn-Leszno) oraz nieuczęszczaną ruchem planowym linią 371 (Nowa Sól-Wolsztyn-Żagań). W pobliżu znajduje się żelazny kratownicowy wiadukt kolejowy nad wyżej wymienionymi liniami po którym biegnie linia nr 357 (Sulechów-Wolsztyn-Poznań), przecinająca główną drogę nieopodal wiaduktu drogowego. Pomimo tylu linii kolejowych w Adamowie nie było stacji kolejowej. W 2023 roku otwarto przystanek kolejowy, w pobliżu skrzyżowania linii kolejowej z drogą Wolsztyn – Stara Dąbrowa.
Adamowo po stronie wschodniej coraz bardziej zbliża się do Wolsztyna, niektórzy uważają wręcz że zostało już przez niego wchłonięte. Od wsi Komorowo, która niepodważalnie jest już wchłonięta przez miasto oddziela je tylko kilka niezabudowanych działek.
Geologicznie Adamowo znajduje się na wzniesieniu, które dwoma dość stromymi stokami opada w kierunkach północnym i południowym, na jego szczycie znajduje się większość zabudowań, a jego najwyższy punkt znajdujący się na wschodnim krańcu wsi nazywany jest potocznie „Górką Adamowską”, nazwą tą zazwyczaj określane jest skrzyżowanie dróg, chociaż najwyższy punkt znajduje się kilkadziesiąt metrów na zachód.
Charakterystycznymi punktami są tzw. stara szkoła przy skrzyżowaniu z drogą nr 305 w pobliżu Starego Widzimia oraz aktualna Szkoła Podstawowa będąca od kilku lat Szkołą Filialną Szkoły Podstawowej im. Stanisława Mikołajczyka w Starym Widzimiu. Niedaleko szkoły znajdują się boisko, plac zabaw i sala wiejska.
Struktura zatrudnienia opiera się na codziennych wyjazdach mieszkańców do pracy w pobliskich miejscowościach oraz rolnictwie.
W latach 1975–1998 miejscowość należała administracyjnie do województwa zielonogórskiego.